# Битва на реке Пэккан
Битва на реке Пэккан или Битва при Хакусонко (백강 전투 Пэккан чонтху, кит. упр. 白江口之战, пиньинь Báijiāngkǒu zhī zhàn, палл. Байцзянкоу чжи чжань яп. 白村江の戦い Хакусонко: но татакаи / Хакусуки-но-э но татакаи) — битва, состоявшаяся 4—5 октября (по лунному календарю 27—28 августа) 663 года в устье реки Пэккан в Корее между союзными силами китайской империи Тан и корейского государства Силла, с одной стороны, и войск коалиции японского государства Ямато и добровольцев бывшего корейского государства Пэкче, с другой. Завершилась победой китайско-силласких союзников.
В 663 году войска Пэкче и флот Ямато собрались в южном Пэкче с намерением освободить столицу Чурю, которая находилась под осадой армии Силла. Флот Ямато должен был переправить наземные войска в Чурю через реку Кым и снять осаду. Однако Тан, союзный Силла, также отправил 7000 солдат и 170 кораблей, чтобы помешать подкреплениям Ямато освободить столицу.
4 октября 663 года (27 августа по лунному календарю) авангард японского флота попытался прорваться, но танские корабли держались плотным строем и отбивали атаки, демонстрируя большую тактическую изощренность, чем японский флот.
5 октября, на второй день битвы, благодаря прибытию подкреплений, японцы, уверенные в своем численном превосходстве, три раза в течение дня атаковали китайцев, но танский флот отбил их атаки. К концу дня японцы были истощены, и их флот расстроился в ходе боёв. В нужный момент китайски флот контратаковал, сломав как левый, так и правый фланги японцев, окружив их флот и стеснив корабли, не позволяя им двигаться или отступать. Около 400 японских кораблей были сожжены и потоплены, флотоводец Эти-но Такуцу был убит.
Битва при Пэккан поставила крест на попытках аристократии Пэкче возродить своё государство с помощью японцев и расчистила для Силла путь к объединению Корейского полуострова. Побеждённое Ямато отказалось от активного вмешательства в дела Кореи и сосредоточилось на защите своих западных земель от возможной интервенции. Остатки войск и чиновников Пэкче бежали в Когурё или отступили на Японские острова, где были инкорпорированы в местный управленческий аппарат.